# Adonisea brucei
Adonisea brucei là một loài bướm đêm trong họ Noctuidae.